# Oran Faville
Oran Faville (* 13. Oktober 1817 in Manheim, New York; † 2. November 1872 in Waverly, Iowa) war ein US-amerikanischer Politiker. Zwischen 1858 und 1860 war er Vizegouverneur des Bundesstaates Iowa.

## Werdegang
Oran Faville absolvierte die Wesleyan University in Connecticut. Anschließend war er in den Staaten New York und Vermont als Lehrer tätig. Später wurde er Professor an der McKendree University in Illinois und dann von 1853 bis 1855 Leiter des Ohio Wesleyan Female College. Danach zog er in das Mitchell County in Iowa, wo er als Mitglied der Republikanischen Partei eine politische Laufbahn einschlug.
1858 wurde Faville an der Seite von Ralph P. Lowe zum ersten Vizegouverneur Iowa gewählt. Dieses Amt bekleidete er zwischen 1858 und 1860. Dabei war er Stellvertreter des Gouverneurs und Vorsitzender des Staatssenats. Zwischen 1864 und 1867 war er als Iowa Superintendent of Public Instruction Bildungsminister dieses Staates. Er starb am 2. November 1872 in Waverly.